# 小隊指定射手步槍
小隊指定射手步槍（英語：Squad Designated Marksman Rifle，縮寫：SDM-R）是美國陸軍使用的一種指定射手步槍。該槍為經過大幅改造的M16突擊步槍，其設計目的是為了提供美國陸軍的指定射手更高的精確度與遠程火力，使步兵小隊的有效射程可達600公尺。
SDM-R的發展與用途類似於海豹偵察步槍與Mk 12特別用途步槍（SPR），後者分別為美國海軍海豹部隊與美國特種作戰司令部所設計與使用。
SDM-R已被M110A1 SDMR所取代，後者於2020年代服役，並延續「小隊指定射手步槍」之名。

## 歷史
在美國軍隊中，在排級或班級編制內加入射手的構想由來已久，並持續演進。美國海軍陸戰隊（USMC）曾在「都市計畫」（Project Metropolis）中進行此方面的實驗，之後創設了「小隊進階射手」（Squad Advanced Marksman, SAM）角色，並專為此目的研發小隊進階射手步槍（Squad Advanced Marksman Rifle, SAM-R）。
美國陸軍第3步兵師也仿效此作法，實施一項訓練計劃，讓每個班配備一名射手，即「小隊指定射手」（Squad Designated Marksman, SDM），並開發了專用的「小隊指定射手步槍」（SDM-R）。SDM是班中的一員，其主要職責仍是步槍兵，其次才是指定射手。SDM並非狙擊手，並不以遠距離精準射擊殲敵為目標，而是經過訓練，能在比一般步槍兵稍遠的距離上，以精準射擊支援班級行動。
如同美國海軍陸戰隊的SAM-R，第3步兵師的SDM-R是一種由美國陸軍射擊隊（United States Army Marksmanship Unit）內部改裝而成的M16步槍，共有240枝被部署於伊拉克戰場。 此槍在非正式場合中被稱為「AMU步槍」。

### 取代

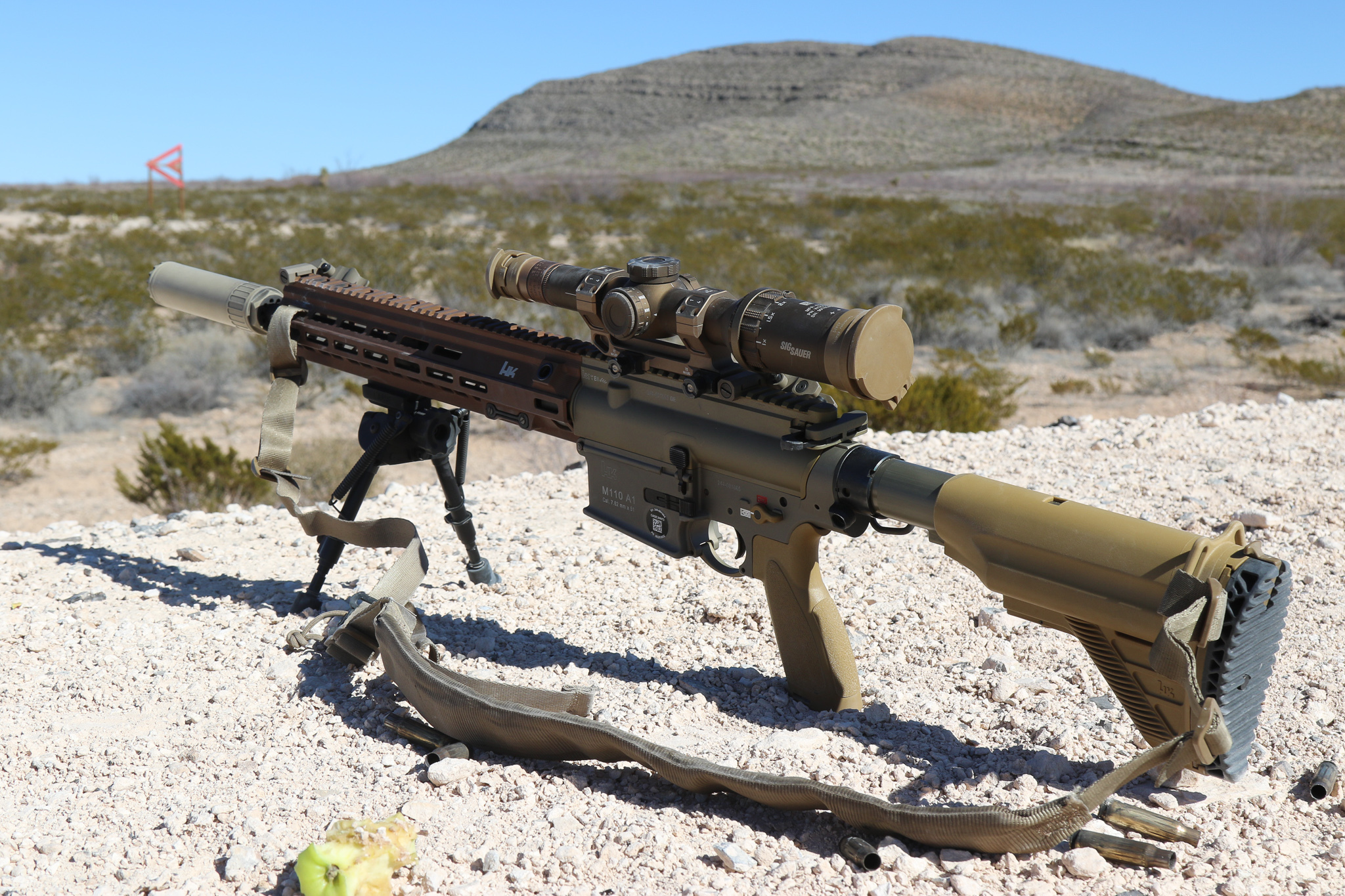
2019年測試中的M110A1 SDMR

美國陸軍已逐步淘汰SAM-R，主要原因在於比賽級5.56毫米NATO彈藥在DMR角色上的表現有限。 其預定接替者為黑克勒&科赫HK417為基礎開發的M110A1 SDMR， 預計於2020年代初期服役。

## 訓練
阿肯色州陸軍國民警衛隊的國民兵射擊訓練中心（National Guard Marksmanship Training Center）於喬瑟夫·T·羅賓遜訓練中心（Camp Joseph T. Robinson）開設為期14天的「小隊指定射手課程」。參訓士兵在課程期間會在教官密切監督下，使用M16A4步槍射擊超過1,500發子彈。 另一個訓練課程則在喬治亞州本寧堡（Fort Benning）舉行。
「小型武器戰備小組」（Task Force Small Arms Readiness Group, TF SARG）則在德州的布利斯營（Camp Bullis）SARG學院舉辦為期一週的SDM課程。 許多教官都曾獲得總統百人徽章（President's 100 Tab）。
阿肯色州陸軍國民警衛隊的國民警衛隊射擊訓練中心（National Guard Marksmanship Training Center）在喬瑟夫·T·羅賓遜訓練中心（Camp Joseph T. Robinson）開設為期十四天的「小隊指定射手課程」（Squad Designated Marksman Course）。學員在課程期間會在教官密切指導下，使用M16A4步槍射擊超過1,500發子彈。 另一個訓練課程則在喬治亞州的本寧堡舉行。
「小型武器戰備小組」（Task Force Small Arms Readiness Group，TF SARG）則在德克薩斯州的布利斯營（Camp Bullis）SARG學院舉辦為期一週的SDM課程。 許多教官曾獲頒總統百人徽章（President's 100）。

## 設計
- 美國陸軍使用由柯爾特製造公司（Colt）或埃斯塔勒国营工厂（Fabrique Nationale de Herstal）提供的M16A2或A4下機匣。[2] 所有步槍均配有固定式A2槍托與奈特軍械公司（英语：Knight's Armament Company）製造的兩段式比賽級扳機組。上機匣為平頂式設計，但與SAM-R與SPR不同的是，並未配備延長進彈坡道。
- 槍管： 將原先M16A2與A4所使用的1:7轉距、20-英寸（510-）槍管替換為道格拉斯槍管公司（Douglas Barrels）製造的不鏽鋼1:8轉距、20英吋槍管，槍管上切有12條縱向凹槽以減輕重量。前準星基座以4顆固定螺絲固定，而非傳統的兩根楔銷。SDM-R仍保留A2樣式的消焰器。
- 瞄具與光學裝備： 標配光學瞄準鏡為4×32倍的進階戰鬥光學瞄具（ACOG），使用的型號包括TA31F、TA31RCO、TA01、TA01B或TA01NSN。[14][15] 另配有Matech工業公司製造的600公尺備用金屬照門。
- 護木： 配備Daniel Defense DDM4 Rail 12.0型護木，並以一個八角形鋁製環箍固定於上機匣。[2] 此護木為自由浮動式設計，具備皮卡汀尼導軌前段安裝面。
- 兩腳架： 於護木底部安裝Harris S-L型兩腳架，並藉由ARMS #32快拆導軌座固定。[2] 由於護木為自由浮動式，因此兩腳架對護木施加的壓力不會影響槍管的位置。

### 衍生型
美國第82空降師曾研究過一種基於M4卡賓槍的替代版本。該版本計畫使用一根18-英寸（460-）長、具有縱向凹槽（fluting）的道格拉斯槍管，轉距為1:8。並計畫採用中長行程瓦斯導氣系統，以及Daniel Defense M4Rail 9.0型護木。不過此計畫最終未能通過編制程序而未能實現。

## 外部連結
- 陸軍野戰手冊3-22.9：班用射手訓練